# Австралийская короткохвостая пастушья собака
Австрали́йская короткохво́стая пасту́шья соба́ка, или австралийский куцехвостый хилер, или стампи (англ. australian stumpy tail cattle dog), — первая и старейшая национальная порода пастушьих собак, выведенная в Австралии для выпаса и перегона крупного рогатого скота. До 1927 года вместе с австралийским хилером считались одной породой. Очень популярна в сельской местности.

## История породы
Порода начала создаваться примерно в 1830 году австралийским погонщиком скота Тимменсом из Нового Южного Уэльса, когда возникла необходимость в скотогонных собаках, обладающих нужными рабочими качествами, чтобы избежать гибели большого количества скота при перегоне с пастбищ на рынок Сиднея.
Чересчур тяжёлые, лохматые и не достаточно выносливые английские смитфилды, привезённые первыми колонизаторами, не выносили жаркого климата и не могли управлять неодомашненным крупным рогатым скотом в условиях пересечённой местности. Тогда Тимменс скрестил их с динго, которые обладали отменными физическими характеристиками и, кроме того, были адаптированы к жаркому климату.
В результате были получены собаки красного окраса, которых с дальнего расстояния было трудно отличить от динго, а за сильные челюсти и упрямство они получили прозвище «кусачки Тимменса». Будучи великолепными тружениками, они имели существенный недостаток — оставаясь без присмотра человека, нападали на коров и овец. Исправить ситуацию помогло прилитие кровей мраморного гладкошёрстного колли, что сделало собак менее агрессивными по отношению к стаду и изменило их окрас. Итогом такой селекции стали отличные универсальные собаки — предки нынешних австралийских куцехвостых хилеров.
По другой версии в создании этой породы участвовали нортамберлендские голубые мраморные скотогонные собаки, завезённые из Шотландии, однако, учитывая различия в темпераменте и поведении обеих пород, заводчики больше склоняются к первой версии.
К середине 1900-х годов, когда разведением куцехвостых хилеров занималась лишь одна семья из штата Квинсленд, сложилась опасная для породы ситуация, грозившая ей исчезновением, так как Австралийская кинологическая организация (ANKC) признавала только породы, одобренные Английским клубом собаководства.
В 1988 году по разработанной ANKC программе по сохранению первой национальной породы были приглашены владельцы фенотипически похожих на австралийского куцехвостого хилера собак для прохождения бонитировки, а также сформулирован стандарт.
В 1996 году порода была зарегистрирована американским Объединённым клубом собаководства (UKC), а в 2005 году — на предварительной основе признана Международной кинологической федерацией и отнесена к группе пастушьих и скотогонных собак, секции скотогонных собак.
В декабре 2006 года в регистре национальной кинологической организации было зарегистрировано около 4 тысяч представителей породы.

## Внешний вид
Пропорционально сложенная, компактная собака почти квадратного формата.
Голова в форме клина, хорошо заполнена под глазами. Переход ото лба к морде плавный, но выраженный. Нос чёрный, независимо от цвета собаки. Уши с заострёнными концами, поставлены высоко. Глаза овальной формы, умеренного размера, тёмно-коричневого цвета, с живым, умным, настороженным выражением.
Шея средней длины, сухая и мощная. Спина прямая, широкая и сильная. Грудь глубокая и умеренно широкая, рёбра хорошо выражены. Хвост имеет естественную длину не более 10 см и положение, не намного превышающее уровень спины. Конечности мощные, мускулистые. Лапы округлые, с плотно сжатыми сводистыми пальцами и плотными подушечками; крепкие короткие когти тёмного цвета.
Шерсть двойная, остевой волос умеренно короткий, прямой, средней жёсткости. Подшёрсток короткий, плотный и мягкий. Вокруг шеи из более длинных волос образуется мягкий воротник. Шерсть на голове, конечностях и лапах короткая. Окрас — голубой крапчатый и красный крапчатый. Собака голубого окраса может иметь или не иметь чёрные крапинки на голове и туловище, но подшёрсток и шерсть в любом месте никогда не должны быть красными, равно как у собак красного окраса могут быть красные крапинки на голове и теле, но не должно быть голубого подшёрстка и голубых фрагментов шерсти.
Высота в холке кобелей — от 46 до 51 см, сук — от 43 до 48 см. Вес кобелей — 18—23 кг, сук — 16—20 кг.

## Темперамент
Австралийские короткохвостые пастушьи собаки в высшей степени работоспособны, надёжны, энергичны, поразительно выносливы, бесстрашны и независимы, но при этом послушны и преданны. Кровь динго делает их недоверчивыми и свободолюбивыми, они признают только одного хозяина.
Стиль работы этих собак достаточно специфичен и отличается от манеры большинства пастушьих собак: они не лают и, не имея возможности контролировать стадо с помощью голоса, направляют движение животных, кусая их за конечности, при этом сразу же припадают к земле, чтобы избежать удара копытами. Такое умение «кусать за пятки» отражено в названии породы (хилер в переводе с англ. — «пяточник»).
Редко, но можно встретить стампи на выставках или на соревнованиях по обидиенсу, аджилити и дог-фрисби.

## Здоровье, содержание и уход
Представители данной породы в целом обладают крепким здоровьем, но отмечены случаи наследственной глухоты, проблемы с позвоночником и заболевания глаз, в частности, паннуса (поверхностный кератит) — эпителиального роста поверх роговицы, при котором образуется сероватая дымка, которая может привести к ухудшению зрения собаки.
Приручение щенков куцехвостого австралийского хилера нужно начинать с раннего возраста, хотя при всех усилиях владельцев отдельные особи так и остаются плохо социализированными, из-за чего заводчики стампи редко отдают щенков любителям. Этим собакам необходимы физические нагрузки, работа и пространство, поэтому лишённые всего этого они демонстрируют деструктивное поведение. Кроме того, они, как и динго, не лают, а воют по ночам, что исключает возможность их содержания в городских условиях. Уход за шерстью, имеющей «всепогодную» структуру, сводится к расчёсыванию и мытью по мере необходимости.

## Комментарии
1. ↑  Смитфилд — английская порода куцехвостых собак. Очень ценилась за мастерство в пастьбе от кур до крупного рогатого скота. Название получила по одноимённому мясному лондонскому рынку[2].